# Olli Kortekangas
Olli Paavo Antero Kortekangas, född 16 maj 1955 i Åbo, är en finländsk tonsättare. Han är son till Paavo Kortekangas.
Kortekangas studerade 1974–1981 komposition vid Sibelius-Akademin för Einojuhani Rautavaara och Eero Hämeenniemi samt 1981–1982 i Berlin för Dieter Schnebel. Han har varit verksam som musikkritiker vid bland annat Turun Sanomat och undervisat vid Teaterhögskolan, Sibelius-Akademin och Esbo musikinstitut. 
Kortekangas har komponerat bland annat orkester- och körmusik samt solosånger med en klar faktur fjärran från den postserialism som kännetecknar de flesta tonsättare av hans generation. Hans ironiska kammaropera Short Story (1980) kontrasterar starkt mot de samtida monumentala inhemska operorna. För operan Grand Hotel (1985) har han tilldelats Salzburgs stads operapris, och för Memoria (1989) ett första pris i den radiofona klassen i tävlingen Prix Italia. 